# Nostoc flagelliforme
Nostoc flagelliforme Harv. ex Molinari-Novoa, Calvo-Pérez & Guiry, 2016, conosciuto anche con i nomi di fat choy (dal cantonese), fa cai (dal mandarino) e muschio nero (髮菜T, 发菜S, fàcàiP, jyutping: faat3 coi3; POJ hokkien: thâu-mn̂g-chhài) è un cianobatterio terrestre (un tipo di batterio fotosintetico) utilizzato come vegetale nella cucina cinese. Quando è essiccato, il prodotto ha le sembianze di capelli neri, per questo motivo il suo nome cinese significa letteralmente "verdura capelli". Quando viene reidratato, il batterio ha una consistenza soffice simile a dei vermicelli molto sottili.

## Produzione
Il fat choy cresce sul terreno del deserto di Gobi e dell'altopiano del Tibet. Lo sfruttamento eccessivo delle steppe mongole per questo scopo ha intensificato l'erosione del terreno e la desertificazione in queste aree, per cui il governo della Repubblica Popolare Cinese ha limitato il raccolto del batterio causando, di conseguenza, un aumento del suo prezzo sul mercato. A causa di questo motivo, sussiste il rischio di trovare sul mercato cinese del fat choy non completamente naturale, adulterato con materiali amidacei non cellulari, additivi e tinture di vario genere. Il vero fat choy appare di colore verde molto scuro, mentre quello di contraffazione è nero.

## Cultura cinese

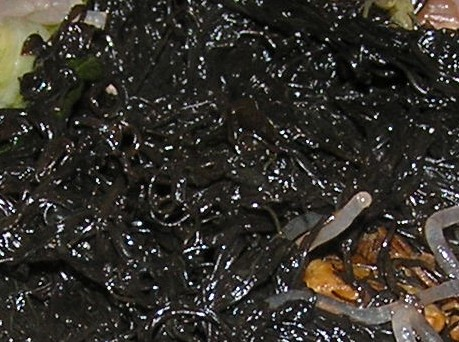
Fat choy

Le due sillabe del nome cantonese del batterio hanno un suono molto simile alle sillabe finali di un detto nella stessa lingua che significa "essere colpiti dalla ricchezza" (solo la seconda sillaba, coi, ha un tono diverso), utilizzato soprattutto durante gli auguri per il capodanno cinese (Gung1 hei2 faat3 coi4, 恭喜發財, tradotto come "ti auguro prosperità"). È per questo motivo che il fat choy è molto popolare come ingrediente dei piatti tipicamente consumati durante le festività del capodanno cinese, spesso mangiato in alternativa ai vermicelli cinesi (o "spaghetti cellophane"). Viene principalmente utilizzato nelle cucine cantonesi e buddhista, inoltre si può trovare come ingrediente nella pignatta mongola.

## Cultura vietnamita
Il fat choy è utilizzato anche nella cucina vietnamita. In lingua vietnamita è chiamato tóc tiên o tóc thiên (letteralmente, "capelli d'angelo").

## Effetti sulla salute
Un team di ricercatori del Dipartimento di Biochimica dell'Università Cinese di Hong Kong ha rilevato che, oltre a non avere alcuna proprietà nutrizionale, il batterio contiene Beta-methylamino L-alanine (BMAA), un amminoacido tossico che potrebbe alterare la normale funzione delle cellule nervose. Il Professor Chan King-ming, presente nel team, ha rilasciato dichiarazioni secondo cui mangiare spesso fat choy potrebbe portare il consumatore a sviluppare malattie degenerative quali l'Alzheimer, il Parkinson e la Demenza.
Nel 1998, un team giapponese con a capo il Professor Takenaka non ha evidenziato differenze significative tra un gruppo di ratti di laboratorio nutriti con il Nostoc flagelliforme ed il gruppo di ratti di controllo non esposti al batterio.